# Gustavo Alberto Trompowsky Heck
Gustavo Alberto Trompowsky Heck (Rio de Janeiro, 9 de junho de 1943 – São Paulo, 18 de setembro de 2021) foi um economista brasileiro.

## Biografia
Gustavo Alberto Trompowsky Heck nasceu no Rio de Janeiro, filho do vice-almirante Sílvio Heck com a professora Ligia Trompowsky.
Gustavo Heck foi formado pela Faculdade de Economia da Universidade do Estado da Guanabara (UEG) em 1966. Completou os cursos de mestrado na área da Engenharia de Produção pela COPPE/UFRJ e em Segurança e Defesa Hemisférica pela Universidad del Salvador (Argentina) e Colégio Interamericano de Defesa (Washington, D. C.) entre 2007-2008.
Iniciou sua atividade profissional na Eletrobras ainda como estagiário, passando a economista após a formatura. Foi assessor do ministro da Agricultura Ivo Arzua Pereira. Ocupou o cargo de secretário--geral do Instituto Brasileiro de Desenvolvimento Florestal (IBDF). Foi diretor-financeiro da Companhia de Habitação Popular do Estado do Rio de Janeiro, o que resultou em convite para atuar como assessor no Banco Nacional da Habitação (BNH), ocupando mais tarde os cargos de assistente da presidência, gerente e diretor interino na área de Habitação Popular.
Em 1973, cursou o Ciclo de Estudos em Segurança e Desenvolvimento da Associação dos Diplomados da Escola Superior de Guerra (ADESG-RJ) e, em 1998, foi estagiário do CAEPE/ESG da Escola Superior de Guerra.
Membro do corpo permanente da ESG em 1999, atuou na antiga divisão de pesquisa e doutrina e no Centro de Estudos Estratégicos. Ainda na ESG, foi um dos responsáveis pela criação do curso de Gestão de Recursos de Defesa (CGERD), tendo sido diretor e coordenador do referido curso. Mais adiante, passou a condição de conferencista emérito da Escola Superior de Guerra (ESG).
Foi diretor da Federação das Indústrias do Estado de São Paulo (FIESP), no departamento de Indústria de Defesa, além de ser um brasileiro dedicado ao debate dos grandes problemas nacionais e mentor de jovens e adultos.
Doou à Escola Naval dois espadins para o acervo histórico daquela instituição de formação de oficiais da Marinha do Brasil: o que pertenceu ao aspirante da Marinha do Império Brasileiro, vice-almirante Conrado Heck (seu tio) e ao vice-almirante Sílvio Heck (seu pai).
Foi professor e coordenador de cursos ligados às áreas de Planejamento Estratégico, Segurança e Defesa e Relações Internacionais em diversas universidades. Escreveu livros, artigos e fez inúmeras palestras abordando as questões ligadas à Habitação, Planejamento Estratégico e Segurança e Defesa. Também foi conselheiro da Associação Comercial do Rio de Janeiro e membro da Academia Brasileira de Estudos Estratégicos.
Em 8 de dezembro de 2015, foi empossado presidente nacional da Associação dos Diplomados da Escola Superior de Guerra.
Foi associado do Rotary Club do Rio de Janeiro, onde foi diretor de administração entre 2016 e 2017, e do Rotary Club de São Paulo.

## Reconhecimentos
Foi detentor da Medalha do Mérito Marechal Cordeiro de Farias (468) em 2001 e da Medalha da Ordem do Mérito Aeronáutico em 2011.